# Der Tag eines Spinners
Der Tag eines Spinners (Dzień świra) ist eine polnische Filmkomödie von Marek Koterski.

## Inhalt
Der Film zeigt einen Tag im Leben des 49-jährigen Polnischlehrers und Zwangsneurotikers Adaś Miauczyński (Marek Kondrat). Immer wiederkehrendes Thema ist ein Gedicht, welches er schreiben will, wobei er aber durch andere Personen immer wieder davon abgelenkt wird. 
Der Film beginnt am Morgen, während Adaś noch im Bett liegt. Ein Ich-Erzähler erklärt seine Gedanken; er fürchtet sich jeden Tag vor dem Aufstehen, da er nicht weiß, was er mit dem Tag anfangen soll. Er wohnt in einem Häuserblock, und nach dem Aufstehen bemerkt er unterschiedlichen Lärm, den er zu beseitigen versucht. So arbeiten drei Männer mit einem Presslufthammer, die die Arbeit vollständig einstellen, als er sie dazu auffordert: etwas, das ihm auch nicht recht ist. Ein duschender Nachbar hört zu laut Chopin, eine Nachbarin vollführt Kampfsportübungen, und ein dritter mäht Rasen mit einer Motorsense. 
Nahezu allem, was Adaś tut, haftet Zwanghaftigkeit an. Er zählt stets, wie oft oder lange er etwas tut, bevorzugt bis sieben. Er rührt seinen Kaffee siebenmal um, trinkt sieben Schluck Wasser, wäscht sein Gesicht siebenmal usw. Auch prüft er mehrmals, ob er seine Wohnung richtig abgeschlossen hat und alle Gas- und Wasserhähne korrekt geschlossen sind.
Vor seiner Klasse rezitiert er Stepy Akermańskie von Adam Mickiewicz und geht darin vollständig auf. Störungen in der Klasse bringen ihn dazu, den Unterricht zu verlassen. Er geht zu seiner Mutter, um ihr von seinen Problemen zu berichten. Diese kann diese aber nicht verstehen und beantwortet seine Fragen und Aussagen mit allgemeinen Sätzen und der Aufforderung, er möge seine Suppe essen. Schließlich sitzt er bei einem Psychoanalytiker, der ebenso nicht weiterhelfen kann. 
Beim Besuch seines Sohnes trifft er seine Exfrau, mit der er sich sofort streitet. Sein Sohn scheint verschüchtert und mit geringer Intelligenz ausgestattet zu sein. Schließlich flüchtet er an die Ostsee. Bei der Bahnfahrt dorthin wechselt er mehrfach das Abteil, da ihn die anderen Fahrgäste auf unterschiedliche Weise nerven. Selbst am anscheinend leeren Ostseestrand kann er aber keine Ruhe finden.
Dabei träumt er immer wieder von seiner ersten Liebe. Als diese schließlich als perfekte (Traum-)Frau, genau seinen Vorstellungen entsprechend, erscheint, lehnt er sie ab, da sie nicht in sein Leben passen würde.
Der Film endet mit Phantasiebildern Adaś's beim Masturbieren.

## Kritiken
filmweb.pl schreibt, dass Adaś kein Verrückter ist, sondern ein sehr empfindsamer Mensch. So ein Verrückter ist jeder von uns. Marek Kondrat spielt hervorragend einen lebensmüden Verlierer, der vom Leben genervt ist. Kondrat schafft es auch, langatmige Szenen und die unvermeidliche Wiederholung bestimmter Muster anziehend und unterhaltsam für den Zuschauer zu machen.

## Auszeichnungen
Der Film wurde 2003 mit dem Polnischen Filmpreis für das beste Drehbuch (Marek Koterski) und die beste männliche Hauptrolle (Marek Kondrat) ausgezeichnet. Nominiert war der Film 2003 weiterhin in den Kategorien bester Film, beste Regie (Marek Koterski), beste Kostüme (Ewa Krauze), beste Musik (Jerzy Satanowski), bester Schnitt (Ewa Smal) und beste weibliche Nebendarstellerin (Janina Traczykówna).
Mit dem Preis Złota Kaczka (Goldene Ente) wurde der Film zwei Mal ausgezeichnet. 2003 erhielt ihn Marek Kondrat für seine Rolle des Adaś. Für den besten Sketch, als Adaś versucht seinem Sohn Englisch beizubringen, im Jahr 2007.
Beim Polnischen Filmfestival Gdynia (Festiwal Polskich Filmów Fabularnych) im Jahr 2002 wurde der Film mit dem Spezialpreis der Jury, Marek Kondrat für die beste männliche Hauptrolle und Maria Chilarecka für den besten Ton ausgezeichnet.

## Verweise